# Heißer Sand/Ein treuer Mann
Heißer Sand/Ein treuer Mann è un 45 giri della cantante italiana Mina, pubblicato per il mercato tedesco dalla Polydor nel 1962.

## Tracce
Lato A
1. Heißer Sand – 2:55 (testo: Kurt Feltz – musica: Werner Scharfenberger)

Lato B
1. Ein treuer Mann – 2:47 (testo: Kurt Feltz – musica: Werner Scharfenberger)

## Curiosità
Heißer Sand, con il testo di Kurt Feltz e la musica del maestro Werner Scharfenberger che dirige la sua orchestra, resta uno dei singoli di maggior successo di tutti i tempi in Germania ed Olanda. Il titolo è così popolare in quei mercati, che ancor oggi fa da "traino" a varie compilation degli anni '60.
Il singolo, durante il 1962, ha mantenuto in Germania la prima posizione in classifica per 7 settimane, in Olanda per 18. Nella sola Germania ha venduto più di 1 300 000 copie, restando in assoluto il singolo più venduto di Mina. In conseguenza del successo riscontrato, l'artista ha inciso la canzone anche in italiano, spagnolo e francese.
È stato ristampato in stereofonia nel 1987 per la serie "Hit Comeback" (Polydor 855 852-7).
Tutti i brani composti da Werner Scharfenberger e incisi da Mina, si trovano nella raccolta Heisser Sand, pubblicata su CD in Germania nel 1996.

## Versioni Tracce
- Heißer Sand

in italiano Sì, lo so, vedi Stessa spiaggia, stesso mare e Il disco rotto/Si lo so
in spagnolo Un desierto, vedi Internazionale e Mina in the world
in francese Notre étoile,  vedi Notre étoile